# Montpellier Volley Université Club 2019-2020 (maschile)
Questa voce raccoglie le informazioni riguardanti il Montpellier Volley Université Club nelle competizioni ufficiali della stagione 2019-2020.

## Organigramma societario
Area direttiva
- Presidente: Jean-Charles Caylar

Area tecnica
- Allenatore: Olivier Lecat
- Allenatore in seconda: Romain Guy

## Rosa
| N° | Nome               | Ruolo | Data di nascita  | Nazionalità sportiva |
| -- | ------------------ | ----- | ---------------- | -------------------- |
| 1  | Javier González    | P     | 21 gennaio 1983  | Italia               |
| 2  | Corentin Phelut    | P     | 22 giugno 2000   | Francia              |
| 3  | Zahiane Quellec    | S     | 15 agosto 2001   | Francia              |
| 4  | Kévin Kaba         | C     | 8 giugno 1994    | Francia              |
| 5  | Quentin Jouffroy   | C     | 5 luglio 1993    | Francia              |
| 6  | Clément Diverchy   | P     | 6 aprile 1998    | Francia              |
| 7  | Théo Conré         | S     | 15 giugno 1997   | Francia              |
| 8  | Joachim Panou      | S     | 27 agosto 1997   | Francia              |
| 9  | Nicolas Méndez     | S     | 2 novembre 1992  | Italia               |
| 10 | Ryan Sclater       | O     | 10 febbraio 1994 | Canada               |
| 11 | Fynnian McCarthy   | C     | 4 dicembre 1999  | Canada               |
| 12 | Quentin Grosnon    | L     | 28 ottobre 2001  | Francia              |
| 14 | Benjamin Diez      | L     | 4 aprile 1998    | Francia              |
| 17 | Nicolas dos Santos | C     | 17 marzo 1995    | Italia               |
| 18 | Quentin Passet     | S     | 14 agosto 2000   | Francia              |
| 19 | Mihajlo Stanković  | S     | 5 giugno 1993    | Serbia               |
| 20 | Julien Lecat       | S     | 14 maggio 1999   | Francia              |

## Risultati

### Coppa di Francia

#### Fase a eliminazione diretta
| Ottavi di finale - 29 ottobre 2019 Petit Palais des Sports de Gerland, Lione | ASUL Lyon         | 0 - 3 | Montpellier | 18-25, 28-26, 13-25, 19-25        |
| Quarti di finale - 5 novembre 2019 Palais des Sports André-Brouat, Tolosa    | Spacer's Toulouse | 3 - 2 | Montpellier | 23-25, 25-22, 13-25, 25-23, 15-10 |

### Challenge Cup

#### Fase a gironi
| Sedicesimi di finale (andata) - 11 dicembre 2019 Bahnhofhalle, Lucerna                       | Lucerna     | 0 - 3 | Montpellier | 19-25, 25-27, 9-25         |
| Sedicesimi di finale (ritorno) - 18 dicembre 2019 Palais des Sports Delmas, Castelnau-le-Lez | Montpellier | 3 - 0 | Lucerna     | 25-20, 25-18, 25-13        |
| Ottavi di finale (andata) - 29 gennaio 2020 Palais des Sports Delmas, Castelnau-le-Lez       | Montpellier | 3 - 0 | Lycurgus    |                            |
| Ottavi di finale (ritorno) - 12 febbraio 2020 Alfa-college Sportcentrum, Groninga            | Lycurgus    | 1 - 3 | Montpellier | 20-25, 25-22, 14-25, 26-28 |
| Quarti di finale (andata) - 26 febbraio 2020 Salle Colette-Besson, Rennes                    | Rennes      | 3 - 0 | Montpellier | 25-19, 25-19, 25-22        |
| Quarti di finale (ritorno) - 4 marzo 2020 Palais des Sports Delmas, Castelnau-le-Lez         | Montpellier | 0 - 3 | Rennes      | 17-25, 12-25, 21-25        |